# Cowboymillionæren (film fra 1915)
 Ikke at forveksle med Cowboymillionæren (film fra 1909).
Cowboymillionæren er en dansk stumfilm fra 1915, der er instrueret af Lau Lauritzen Sr..

## Handling
Denne artikel mangler et handlingsreferat. Hjælp os med at skrive det.

## Medvirkende
- Olaf Fønss - Tim Roger, diamantsøger
- Else Frölich - Mabel Huggins
- Philip Bech - Lord Cromby
- Johanne Fritz-Petersen - Florence, Crombys datter
- Hugo Bruun - Fred. Gaston, sekretær
- Torben Meyer
- Ingeborg Bruhn Bertelsen
- Peter Jørgensen